# Guerra hispano-taína
La Guerra hispano-taína de San Juan-Borinquen, también conocida como la Rebelión Taína de 1511, término comúnmente utilizado por los historiadores que se suscriben a una narrativa donde los nativos creían que los europeos eran subyugados desde el principio antes de participar en un levantamiento y caer en una ola batalla, fue el primer conflicto importante que tuvo lugar en la isla de Puerto Rico después de la primera llegada de los españoles el 19 de noviembre de 1493.
Tras la muerte de Agüeybaná I, el cacique taíno que logró el acuerdo de paz inicial con el conquistador español Juan Ponce de León en 1508, su hermano Agüeybaná II subió al poder. Iniciando su reinado en medio de la insatisfacción de los nativos con el sistema de encomiendas y la adquisición de tierras que su predecesor permitía, el nuevo líder pronto formó una coalición que incluía a varios caciques del sur, como Urayoán, Coxiguex, Yauco, Jumacao, Loquillo, Orocobix, Guayama y Luis entre varios otros, y declaró la guerra a los colonos europeos.
El primer acto de guerra llevado a cabo por los taínos fue la ejecución de Cristóbal de Sotomayor, un oficial español de alto rango, y la quema de su asentamiento. A partir de aquí el conflicto se desarrolló por etapas, siendo la primera un enfrentamiento abierto en el que se enfrentaron ambos bandos. En 1511 se produjeron dos enfrentamientos de este tipo con los españoles, liderados por Ponce de León, ganando los enfrentamientos iniciales a pesar de la ventaja numérica de los taínos.
A lo largo de 1512, los comandantes españoles Juan Cerón y Miguel Díaz dirigieron una serie de incursiones a caballo en el territorio de los caciques gobernantes, destruyendo sus aldeas, conocidas como yucayeques, y tomando el mayor número posible de esclavos en el proceso.  La contraofensiva española subsiguiente se caracterizó por motivos tanto políticos como económicos, que permitirían la explotación de recursos, como el oro, en sus dominios y la venta de nativos como esclavos. En marzo de ese año, se centraron en un cacique al que rebautizaron como 'Alonso' en la región central de Otoao. Durante los meses siguientes, fueron atacados Humacao, Guayama y Orocobix. El 15 de mayo de 1512, Juan Godínez dirigió una nueva incursión española contra los taínos. En total, los españoles llevaron a cabo 18 ataques contra los taínos durante este año.
A principios de 1513, los conquistadores atacaron los dominios de Cociguex, Yauco, Abey, y el citado "Luis", manejando el control de la región. Los nativos emplearon entonces tácticas de guerrilla, moviéndose constantemente a lo largo de sus ofensivas y entrando y saliendo de Boriquén/San Juan en canoas cuando era necesario.  Los taínos lanzaron una contraofensiva desde una base en el Daguao, en la mitad oriental de la isla principal, logrando quemar la capital española de Caparra. A su vez, el dominio de Orocobix estuvo sitiado durante cinco meses consecutivos, de mayo a septiembre. En septiembre de 1513, los conquistadores entraron dos veces en el dominio de Hayuya. "Alonso" y Orocovis también fueron atacados. Ese mismo mes, los españoles hicieron otra incursión en Otoao. Durante ese año, los españoles locales llevaron a cabo 23 incursiones contra los nativos, y el virrey Diego Colón ordenó más ataques de represalia después de que los taínos quemaran el asentamiento de Caparra.
Entre 1514 y 1515, los españoles avanzaron en el Daguao, empujando a los taínos a refugiarse en las Antillas Menores, informandose de la presencia de Agüeybaná II en Guadalupe. El último informe de un taíno que pudo ser el Alto Jefe se hizo en 1518, después de lo cual desaparece del registro. Los ataques realizados por los taínos exiliados y sus asociados de las islas vecinas se extendieron hasta la década de 1520, deteniéndose finalmente en 1529.

## Antecedentes

### Dominio de Agüeybaná
La familia real que gobernó la mayor parte de Borikén, hoy conocida como Puerto Rico, durante el período precolombino taíno utilizó el honorífico "Agüeybaná", un título que se asemejaba al de "Alto Jefe", que se ha traducido como el concepto europeo de "rey" en algunas fuentes inglesas, y que también se duplicó como apellido. Aunque es más común, la traducción de Cayetano Coll y Toste como "El Gran Sol" es errónea. El título en sí mismo tenía notables connotaciones sociológicas y comunales, siendo su poseedor venerado y respetado al máximo por la población. La familia Agüeybana vivía en Cayabo y Guanica, localizada en la región sur de la isla principal de Puerto Rico, una región agrícolamente fértil, desde la cual coordinaban acciones militares y políticas con los caciques menores (en regiones que iban desde el área central de Utuado y Orocovis hasta Arecibo, entre otras) diseminados por las regiones central, oriental y occidental, así como las islas de Vieques y Santa Cruz.
Sin embargo, había indicios de que su dominio estaba todavía en fase de consolidación a pesar de ser la alianza cacical más antigua del Caribe (que se extendió unos 300-400 años antes de 1511) y la más importante de Borikén, como la presencia de algunos caciques independientes en la región. Los caciques del este tenían sus propios intereses, y estaban bajo las órdenes del cacique Jumacao. Sin contar las alianzas políticas y los caciques subordinados, su dominio personal extendido desde la época moderna comenzó en los salares de Ponce y se extendió por la desembocadura del río Jacaguas y más allá, abarcando los municipios de Juana Díaz, Villalba, Coamo, Peñuelas y Salinas. Es probable que su dominio también cubriera un espacio dejado en blanco por los conquistadores al describir las divisiones políticas de la costa sur, entre las tierras de los caciques Abey y Yauco.

### Primeras relaciones políticas
Conscientes de los sucesos ocurridos en la isla adyacente de La Española, antes llamada Kiseya o Quisqueya, por los taínos de la región, en los quince años transcurridos desde que los españoles desembarcaron allí por primera vez, los caciques, título parecido al de "jefes", de Borikén intentaron diferentes planteamientos. En 1508, Agüeybana I optó por acoger calurosamente a Juan Ponce de León, tras enterarse de la inminente llegada de un grupo de caciques que se había reunido con el conquistador español en 1506. El proceso de negociación para conocer a la familia real duró alrededor de un año y medio, y algunos caciques lo escoltaron desde la Isla de Mona hasta las tierras de Agüeybana, el Cayabo. Ponce de León se encontró ante el Alto Cacique, su madre y consejera, y su esposo (la relación real con el cacique no está clara, pero pudo haber sido su padre o padrastro), un tío, dos hermanas y un hermano.
Agüeybana se ofreció a crear una simbólica hermandad con los españoles a través del ritual conocido como guaytiao, y se unió a Ponce de León con una de sus hermanas, mientras que la otra se unió al noble Cristóbal de Sotomayor, que acompañó al Conquistador en este viaje. Como parte de la ceremonia, se intercambiaron nombres y tal vez fue la forma en que la región adoptó el nombre de Ponce, mientras que la madre del cacique pasó a ser conocida como 'Inés', su padrastro como 'Francisco' y su tío como 'Luis'. Los españoles, a su vez, confirieron el título de «Don» a todos los hombres de la familia de Agüeybana. La familia real también aceptó colaborar con los españoles en el sistema de encomienda que les permitía la autoridad de los taínos que se asignaban a trabajar para ellos, en su mayoría miembros de la clase obrera naboría, pero también miembros de otras clases bajo Agüeybana, al tiempo que se introducían en el cristianismo, permitiendo también a los españoles crear la Villa de Távora dentro de su dominio. Actuando como intermediario de la corona española Ponce de León también pidió, y se le concedió, un conuco, tierra y recursos agrícolas, para ayudar a sostener a los colonos. En 1510, Agüeybana murió y se ejecutó inmediatamente un proceso para transferir sus poderes a su hermano menor. En el siglo XX, Salvador Brau afirmó erróneamente que el título de Agüeybana era el nombre del mayor de los hermanos, mientras que el menor se llamaba Güeybana. Después de que se crearon los conucos, Ponce de León los vendió a Sotomayor, quien usó la yuca para sostener a Távora.
A pesar de ser el que heredó el rango de cacique jefe, Agüeybana II no fue mencionado en las cuentas donde Ponce de León se reunió con la familia real, no se sabe si esto se debió a que ya poseía las responsabilidades de un cacique en otro lugar o si fue porque se oponía al contacto con los españoles. Llegó a ser conocido por los españoles como "Don Cristóbal". Su imponente figura fue descrita por el historiador Juan de Castellanos, quien señaló que toda la isla "seguía su voz". A través de sus conexiones familiares, se unió a una clase real que coordinaba una red política y económica que se extendía a algunas partes de La Española y algunas de las Antillas Menores. La provincia del cacique Cayacoa en Haití era también conocida como "Agüeybana", mientras que la presencia de otro cacique que usaba el honorífico se registró en Saona, más tarde fue rebautizado como "Francisco", lo que junto con el uso de ropa ceremonial distintivamente puertorriqueña implica que parte de la realeza en esa isla había descendido del linaje de Borikén durante la expansión de las Antillas por los Arahuacos.

## Cronología del conflicto

### Declaración de guerra y primeras batallas
Aludiendo a un decreto real y a instancias de Juan Cerón, representante del virrey Diego Colón, se iba a solicitar a la recién coronada Agüeybana II que asignara 40 taínos de naboría para servir a la Villa de Távora de Sotomayor. Sin embargo, esta iniciativa se complicó y en su lugar se trajeron taínos de otras islas, probablemente por negativa a cumplir o por despido de los caciques.  Sin embargo, insatisfecho con el hecho de que Ponce de León había sido autorizado a tener una mayor fuerza de trabajo nativa, Sotomayor ordenó la intervención de los españoles en los asentamientos para reforzar su propia fuerza de trabajo. Los taínos de estos lugares respondieron defensivamente, atacando a los españoles y causándoles graves pérdidas en el proceso. Los caciques de la zona central fueron los primeros en celebrar reuniones y en iniciar contraataques en las regiones de Yueca y Otoao, hoy Adjuntas y Utuado.
En septiembre de 1509, Sotomayor compró la cosecha de Agüeybana tras una campaña de recolección de oro. El español, considerando que la zona designada por el anciano Agüeybana era demasiado inhóspita, trasladó su asentamiento a las proximidades de un río. Sotomayor fue nombrado Mariscal Mayor por Ponce de León, y a finales de 1510 fue informado por el intérprete Juan González y la propia hermana de Agüeybana II de que los taínos habían decidido declararle la guerra y que el Alto Jefe se encargaba personalmente de llevar a cabo su ejecución.  El español optó por partir hacia Caparra y solicitó a la familia real la asignación de guías y porteadores, marchando en dirección noreste en paralelo al río Bucaná-Cerillos, pero Agüeybana reunió un escuadrón de guerreros y siguió a Sotomayor, alcanzó a los españoles y completó la tarea de ejecutarlo en el río Jauca en la actual Jayuya.
A Sotomayor le sucedió Juan Gil Calderón, mano derecha de Ponce de León, que participó en la trata de esclavos de los taínos y había recibido 150 nativos de uno de los caciques menores de Aymaco, uno de los súbditos de Agüeybana. Los españoles entonces se enfrentaron activamente a los taínos en Cayabo. Se supone que el río ahora conocido como Descalabrado fue el escenario de la primera batalla de esta campaña que tuvo lugar en febrero de 1511, donde Ponce de León lideró a casi un centenar de españoles en una batalla en la que los taínos se retiraron. El 11 de marzo de 1511, Ponce de León lideró otra incursión en el dominio de Urayoán en Yuecas.
El 23 de marzo de 1511, Ponce de León escribió a la Monarquía informándole de su participación en las batallas de las primeras etapas del conflicto. En julio, el Secretario Real informó a Juan Cerón y Miguel Díaz, que reemplazarían a los líderes políticos y militares de Ponce de León en Puerto Rico, de la situación en curso y emitió una serie de órdenes específicas para tratar de ponerla en tela de juicio. En ella, el funcionario les ordena que se lleven consigo varios hombres bien armados y equipados y que hagan lo que consideren necesario para reprimirlos, aplicando incluso las leyes españolas en el juicio a los caciques y demás implicados en el conflicto. La estrategia española también se centró en eliminar los medios de transporte y comunicación del taino, quitarle las canoas existentes y vigilar que no se hicieran otras nuevas.
La comunicación también señala que si la población local no se rinde como la de La Española, los españoles deberían declarar una guerra abierta contra ellos, ofreciendo a los guerreros capturados la misericordia para que los demás sean atraídos a una ofrenda de paz después de la cual los líderes nativos serían enviados a La Española y convertidos en esclavos en las minas de oro, donde su trabajo serviría de ejemplo para futuros disidentes. El Secretario concluye la comunicación instando a los funcionarios a sustituir a los caciques caídos por otros más sumisos para que los restantes taínos sigan su ejemplo. En este viaje se transportaron las cartas reales dirigidas a Agüeybana II y 29 caciques, en las que la  Corona Española emitió un ultimátum. En La Española, el virrey Colón recibió órdenes de apoyar a Cerón y Díaz durante esta incursión.

### Ofensiva española
En los meses siguientes, Ponce de León solicitó que se construyera un bergantín y se lo trajera desde La Española para contrarrestar los ataques arawak-taínos que entraban en Borikén/San Juan desde Vieques y Ay-Ay (Santa Cruz) lo que marcó la primera mención delos caciques de Vieques, Cacimar y Yahureibo, que se involucraban en el conflicto, en apoyo al cacique Humacao. Después de recibir otro informe sobre el estado del conflicto en curso, se señaló que sólo dos caciques optaron por aceptar una oferta de perdón hecha por los españoles (Caguax y Aymaino de Loíza), mientras que todos los demás continuaron su esfuerzo bélico. La Corona se dirigió entonces a Cerón y Díaz, ordenándoles que tomaran como esclavo a cualquier taino beligerante, pero que los mantuvieran vivos para cumplir su plan anterior.
El 12 de enero de 1512, el virrey Colón se dirigió a la Iglesia Católica y señaló que la guerra en curso en Borikén/San Juan había obstruido las estrategias españolas debido a la falta de voluntarios. En esta carta, el autor también señaló que algunos de los caciques beligerantes se habían abierto más a un proceso de paz. La ofensiva taina frustró a la monarquía, que ordenó a Cerón y Díaz que reconstruyeran un asentamiento destruido en Añasco, desde el que llevarían a cabo la extracción de oro y recursos de los Otoao. Ponce de León continuó la ofensiva y su esfuerzo de esclavitud, marcando en la frente a los capturados en nombre de la Corona antes de venderlos.
Empleado sus rápidas piraguas, la faccón liderada por el cacique Humacao, estaba en constante comunicación con otros taínos tanto en La Española como en algunas de las Antillas Menores, en particular en la isla de Ay-Ay, ahora conocida como Santa Cruz. Miguel Díaz encontró un grupo de ellos en Trinidad, mientras que Ponce de León incursionó en Santa Cruz y Guadalupe para recuperar más. Localmente, Guarionex y Aymaco, dos prominentes caciques de la región de Otoao, murieron durante un ataque a Aguada. En la región oeste, el conflicto continuó bajo el liderazgo de un cacique rebautizado como "Alonso", y también considerado como un «Don» por los españoles, durante los dos años siguientes. Durante esta etapa del conflicto, la mitad este de Puerto Rico no fue ocupada completamente, lo que permitió a los Taínos en fuga una ruta de escape.
En febrero de 1512, Cerón ordenó otra incursión en las tierras de "Alonso". Tres meses después, Hernando de la Torre atacó a Orocobix. El 10 de junio de 1512, Álvaro de Saavedra entró en las tierras de Guayama. Dos días después, los españoles irrumpieron en el dominio de Agüeybana II, liderando Gil el ataque a caballo y llevando de vuelta a un par de nativos que fueron vendidos como esclavos. Esa misma semana, Gil y Luis de Añasco dirigieron dos cacerías de esclavos a caballo en el dominio de Agüeybana II. Juan López hizo lo mismo. Los nativos capturados fueron subastados en la  Villa San Germán, cuyos habitantes se habían ido interesando cada vez más por los terrenos reales. Juan Godínez y Antón Cansino realizaron incursiones similares durante este tiempo.  Cerón concluyó el mes entrando en las tierras de Orocobix. En julio, Gil atacó el dominio de Agüeybana II. El 10 de agosto de 1512, encabezó otra incursión en las tierras de Orocobix.  A esto siguió un paréntesis que se prolongó durante medio año.

### Contraofensiva taína
La llegada de 1513 registró un aumento de la población española, alimentando la expansión del naciente gobierno colonial y sus operaciones mineras debido al descubrimiento de nuevos depósitos en los terrenos de Loquillo. Sin embargo, los años de conflicto en el extranjero habían disminuido la cantidad de hombres trabajadores disponibles para la tarea, desplazando el enfoque hacia el fin de la guerra y empleando a los taínos como fuerza de trabajo. En el proceso, los españoles abandonaron el sistema de encomienda en la práctica, permitiendo en cambio una forma no sancionada de comercio de esclavos. Los habitantes de las Antillas Menores también fueron blanco de estas iniciativas, bajo la premisa de que estaban involucrados en la violencia de Borikén/San Juan. El 23 de diciembre de ese año, la Corona emitió un decreto por el que se legalizaba la esclavitud no ligada de los nativos locales que se encontraban en las Antillas Menores bajo esta clasificación, basándose en su presunto papel en la muerte de Sotomayor. En el proceso, los caciques de la isla adyacente de Santa Cruz, de donde había salido para refugiarse un grupo de taínos locales, que habían estado al servicio de Ponce de León antes del conflicto, fueron reclasificados como "kalinagos-caribes" (aunque la arqueología reciente a probado que eran arawak-taínos) en un esfuerzo por eludir la "encomienda" y facilitar su captura como nativos "extranjeros".}} Esto también permitió la importación de esclavos de cualquiera de las otras Antillas Menores utilizando esto como justificación. A pesar de las afirmaciones de que los caribes estaban fuertemente invertidos en el conflicto, ninguno de los caciques capturados fue identificado con ese grupo étnico en particular. Todos los capturados eran arahuacos y muchos pertenecían a los yucayeques de Vieques, del cacique Daguao y del cacique Humacao Otra iniciativa española fue la remoción de los hijos de los caciques por razones religiosas, pero que interrumpió la cadena de sucesión, como fue el caso de Mabú, sobrino heredero del cacique Humacao.
En enero de 1513, los españoles iniciaron una nueva ofensiva, apuntando a los caciques de la costa este. Diego Guilarte de Salazar pudo entonces acampar en Guánica, los españoles reconstruyeron San Germán y comenzaron a procesar el oro extraído, suministrado por un gran contingente de nativos capturados tanto localmente como en las Antillas Menores. El 15 de marzo de 1513, Guilarte de Salazar atacó Yauco y Coxiguex. Al mes siguiente, Sancho de Arango capitaneó una incursión contra Coxiguex.
Se presumía entonces que la beligerancia en las regiones del sur y el centro había sido silenciada, con algunos caciques entrando en paz con los españoles. Sin embargo, los taínos del este montaron una contraofensiva liderada por el Alto Cacique, Humacao, refugiándose en Daguao, en el sureste, en El Yunque (sierra de Luquillo) y las Islas Vírgenes, que comprenden los municipios que van desde el actual Humacao hasta Canobanas, como Fajardo, Ceiba, Río Grande, Naguabo y Yabucoa, que por su inhóspita orografía complicó las incursiones de los conquistadores. En uno de los enfrentamientos que se produjeron en esta región, un español llamado Juan González, identificó la presencia de Agüeybana II y señaló q ue había salido sano y salvo del campo de batalla.  El gobernador colonial ordenó entonces reunir 200 hombres para preparar una ofensiva en la región.
La facción del cacique Jumacao, fortificada con la llegada de caciques y nativos de Santa Cruz y otras Antillas, se dirigió a los dispersos españoles que se habían aventurado en la región en busca de oro y manos de obra. Los taínos también atacaron a una cacique femenina conocida como "Luisa", que se había aliado con los españoles, y la mataron junto con dos individuos identificados como Garci Fernández y Pedro Mexía. Un ataque similar se llevó a cabo en Salinas, donde se atacó a la aliada española "Isabel" en Cayaguax.
La coalición taína seguía al mando de unos 2000 taínos, liderados por Humacao. Los caciques beligerantes planearon un ataque contra el virrey Colón mientras el funcionario se desplazaba, pero la idea fue abortada después de que los españoles se enteraron en Yabucoa. El ataque más perjudicial de la ofensiva taína durante la primera mitad de 1513 fue contra Caparra, en ese entonces capital española de la isla principal. Vicente Murga estimó que el ataque en cuestión tuvo lugar en algún momento durante la visita del virrey Colón a San Germán, que comenzó el 2 de junio y terminó el 31 de julio. El contable Antonio Cedeño definió el ataque como en espiral.
Ocho caciques beligerantes lideraron una fuerza de unos 600 hombres de su alianza y quemaron el asentamiento, matando a 18 españoles y llevándose consigo unos 4500 pesos de oro, mientras que el resto de los colonos huyeron a la residencia de Ponce de León. De los ocho caciques se menciona a Humacao como líder, a Daguao,, a Cacimar de Vieques, y su hermano Yahureibo, a Guayama y al cacique Orocovix. Luego del ataque a Caparra los españoles logran emboscar a los guerreros que regresaban mientras celebraban en un campamento cerca de la costa noreste. Un español llamado Juan González notó la presencia del propio Agüeybana II entre estos nativos. En total, más de 30 edificios fueron destruidos en el incendio, incluyendo la Iglesia y la casa del Obispo, un monasterio y un edificio donde se procesaba el oro.
El Virrey Colón reaccionó enviando refuerzos adicionales a Caparra, ordenó la construcción de un nuevo asentamiento cerca del cuartel general del enemigo y dirigió un ataque generalizado contra los taínos. En esta ofensiva, los caciques Guayervas, Mabo, Yabey, Cayey, Guariana, Guayaboa, Guayama, Hayaurex, Baguanamey y Yauco, fueron detenidos bajo sospecha de participar en el ataque y enviados a La Española. Los españoles llevaron a cabo ejecuciones contra otros taínos en Daguao y Virgen Gorda. En las represalias que siguieron, Orocobix fue fuertemente atacado, siendo sus tierras atacadas por Francisco Vaca el 10 de julio y Pedro Dávila el 19 de julio. En pocos días, Juan Enríquez lideró un ataque al Daguao. Marcos de Ardón continuó la ofensiva el 10 de agosto de 1513, una semana después de que Cerón lograra la captura de cinco nativos. Diego Colón y Juan González también entraron en las tierras de Guayaney. El segundo estaría involucrado en las incursiones a la Virgen Gorda y a los actuales ríos Humacao y Luquillo en agosto.
El 2 de septiembre de 1513 Pedro de Espinosa atacó a Orocobix. En una semana Juan López entró en los terrenos de "Alonso". El 13 de septiembre de 1513 Marcos de Ardón reanudó la ofensiva contra Orocobix. En Otoao, los súbditos de los caciques Bairex, Aymaco y Guayervas fueron reasignados entre los españoles, quienes construyeron una hacienda en la zona. El 17 de septiembre de 1513, Alonso de Mendoza entró en las tierras de Hayuya. Ese mismo mes, Luis de Añasco continuó la ofensiva. El mes de octubre comenzó con otra incursión contra Hayuya, esta vez dirigida por Alonso Niño. Ese mismo mes, Cristóbal de Mendoza encabezó una incursión que pretendía eliminar la población de Vieques.

### Daguao y el exilio de los taínos
Las incursiones continuaron en 1514, con la actividad minera española centrada en la  Cordillera Central, continuaron los esfuerzos para eliminar la resistencia en esta región. El año comenzó con una incursión liderada por Jerónimo de Merlo en tierras prospectadas por el virrey para crear un asentamiento. El 26 de julio de 1514, un ataque de los nativos beligerantes llegó cerca de Caparra, antes de ser derrotado y sentenciado. Dos meses después, otro ataque de unos 300 miembros de la coalición se produjo en las cercanías de Caparra y posteriormente hirió al cacique Cacibona, aliado de los españoles, en la actual Loíza. Durante este tiempo, uno de los caciques beligerantes que había sido acusado de matar a dos españoles fue indultado y se unió a los españoles. La estabilidad de la isla principal se vio comprometida por la primera insurrección de esclavos africanos. El año se cerró con un aumento de los barcos esclavistas españoles que trajeron más fuerza de trabajo, como parte de las iniciativas lideradas por el virrey Colón.
En 1515, los caciques Humacao y Daguao dirigieron otra ofensiva. Un cacique identificó a un sobrino de Agüeybana II, participó en las negociaciones de paz pero, tras no cumplir con las exigencias de los españoles, fue también atacado. Los informes contemporáneos situaron a Agüeybaná (El Bravo) presente en el dominio de Humacao y "El Rincón" (Cayniabon), yucayeque de Canovanax. Durante los acontecimientos que se desarrollaron este año, el futuro Factor de Puerto Rico Baltasar de Castro estuvo activo, señalando más tarde que las fuerzas de Daguao y Humacao fueron ayudadas por la llegada de unos 150 nativos en canoas desde Vieques, para un total de alrededor de 600 que se enfrentaron a los españoles cerca del actual río Espíritu Santo (municipio de Río Grande).
En marzo de 1515, Gil señaló en una correspondencia a La Española que una armada de esclavos bajo su mando había acorralado a Agüeybana II en las islas adyacentes, probablemente como parte de la comunidad local taina que se había trasladado a Guadalupe. El Alto Jefe desapareció del registro poco después. Dos meses después, Ponce de León lideró una incursión en la isla, donde los españoles fueron emboscados por un contingente de nativos y se retiraron. Hacia finales de año, Humacao y Daguao lideraron una ofensiva final, antes de rendirse en 1516. Los taínos continuaron usando las costas del noreste para huir de los españoles y exiliarse a través de las islas de Culebra y Saint Thomas. A pesar del avance de las operaciones mineras en los antiguos terrenos de "El Rincón"(Cayniabon) y Humacao, los informes de bajas españolas continuaron hasta 1518, donde los conquistadores notaron que alrededor de un tercio de los nativos eran todavía beligerantes. En 1518, los españoles hicieron una incursión para capturar en el Daguao a un alto taino identificado como "Cristóbal", lo que pudo ser una referencia al propio Agüeybana II, que había sido conocido con ese nombre antes del conflicto. El Alto Cacique no se menciona en la documentación posterior y su destino no está claro.
Los ataques asociados contra los asentamientos europeos continuaron en la década de 1520 con la llegada de nativos en canoa, matando al mayor número posible de españoles y saliendo después con esclavos taínos y africanos liberados. Tales incursiones fueron reportadas en 1520, 1526 y 1528, 1529. Para julio de 1530 llegan nuevamente cientos de guerreros nativos y atacan con fuerza la zona de Daguao y Humacao, resultando muerto el noble Cristóbal de Guzmán.
Las nuevas embestidas indígenas obligaron al rey Carlos V (Carlos I de España) a donar dos embarcaciones para patrullar la costa este y junto a dos embarcaciones más, con dinero de la viuda de Cristóbal de Guzmán, los españoles atacan nuevamente a Bieque, a Ay-Ay (Santa Cruz) y la isla de Santo Tomás, logrando recuperar buena cantidad de oro. No se dice de nativos capturados, por lo que se entienden que fueron masacrados. 
Después de dos décadas de haber pasado los eventos que iniciaron el conflicto, la ofensiva se detuvo repentinamente. Se entiende que los arawak-taínos sufrieron grandes enfermedades y epidemias de viruela y otras enfermedades, que los diezmó y bajó su población muy rápido con miles de taínos muertos por los nuevos virus traídos por los europeos.

## Relatos de los historiadores y progresión narrativa

### Testimonio de Ponce de León
Las Crónicas de Indias, que narran la perspectiva española del reinado de Agüeybana II y el conflicto, contienen una serie de relatos contradictorios. Estos relatos reflejaban las tendencias políticas de los involucrados y en el caso de  Gonzalo Fernández de Oviedo y Valdés, incluían relatos directamente confiados por Ponce de León y otros individuos que estaban directamente en conflicto con el cacique. Según este autor, durante la insurrección todos los caciques mataron a los españoles que se encontraban en sus tierras. Guarionex, trabajando bajo las órdenes de Agüeybana II, quemó el pueblo de Sotomayor mientras el Alto Jefe ejecutaba al conquistador él mismo. Fernández afirma que se reclutaron más de 3000 taínos y que al menos 80 españoles fueron asesinados y que los sobrevivientes huyeron hacia Caparra y otros asentamientos del norte. Posteriormente, Ponce de León envió a Miguel del Toro y 40 hombres para recuperar el cuerpo de Sotomayor, que había sido enterrado con poco respeto por órdenes de Agüeybana II. Los españoles volvieron a enterrar el cadáver y, según Fernández, declararon la guerra a los taínos. En consecuencia, Ponce de León organizó tres unidades de 30 hombres y las asignó a Toro,  Diego de Salazar y Luis de Almansa.
Los españoles entonces organizaron una incursión en el dominio de Agüeybana II, siendo liderados por el propio gobernador colonial. Fernández no especifica si el Alto Jefe estuvo presente en la batalla o las clases de Taínos que se vieron involucradas, pero se jacta de que muchos fueron muertos. Ponce de León ordenó entonces a sus tropas que regresaran a Caparra y se reagruparan. Desde allí, los españoles planearon otra incursión en el dominio de Aimaco, uno de los subordinados de Agüeybana II, enviando dos capitanes al mando de 50 hombres, pero el conquistador se enfrentó al cacique Mabodomoca y a unos 600 taínos. Según Fernández, los españoles dirigidos por Salazar ganaron una batalla celebrada en algún lugar cerca de los actuales Moca y San Sebastián, causando unas 150 bajas en las fuerzas nativas. En esta batalla, se dice que un cacique murió en combate contra dos españoles, incluyendo a un soldado llamado Juan de León. Las siguientes batallas se llevaron a cabo en el dominio de Yahueca, donde el cacique Urayoán. Es aquí donde Fernández sitúa la batalla central de la guerra, donde Ponce de León lideró un grupo de 80 españoles en batalla contra más de 11000 taínos. Según el autor, el conflicto no se resolvió hasta que un líder taíno particular, aunque sin nombre, murió en el fuego cruzado, perdiendo todos los demás su moral y retirándose del combate. Fernández no entra en más detalles sobre las demás batallas que se libraron en la zona continental de Puerto Rico, sólo enfatiza la batalla de Vieques después de este punto.

### Reinterpretaciones derivadas
Otro autor español, Juan de Castellanos, ofrece una versión romántica de los hechos, donde tanto Ponce de León como Agüeybana II reunieron sus tropas y retrata a los españoles como héroes y a los taínos como villanos en un formato dramático tradicional. Sin embargo, este autor sitúa a Agüeybana II en la batalla principal y afirma que una emboscada de Ponce de León fue la responsable del éxito.  Castellanos elevó la cantidad de Taínos presentes a 15 000 y le otorga a Juan González un papel de espía del enemigo. El autor también recicla la figura de Juan de León, afirmando que él fue el responsable de la muerte del misterioso cacique, al que identifica como el propio Agüeybana II, citando la reacción de los taínos a su muerte.  Castellanos concluye aquí su relato, describiendo a Ponce de León como el que dio la orden de no perseguir a los nativos en retirada y afirmando que este era el final de la guerra, omitiendo las batallas posteriores.
Francisco López de Gómara introdujo la idea de una alianza entre taínos y caribes en su Historia general de las Indias. El primer historiador real encargado de recoger la historia de la colonia fue Antonio de Herrera y Tordesillas, más de un siglo después del conflicto. Sin embargo, su propio relato se basa tanto en las estimaciones o localizaciones de Oviedo, situando la batalla en Yaueca como en la narración de Castellanos, dando amplia difusión y aceptación a los relatos románticos de los hechos. En 1788, Fray Íñigo Abbad publicó la primera revisión de su Historia de Puerto Rico. Sin embargo, la distribución local de esta obra sufrió obstáculos tanto políticos como intelectuales, y una tercera revisión muy editada llegó finalmente a los historiadores locales a finales del siglo XIX. Al igual que su predecesor, Abbad y Lasierra dependía en gran medida de los relatos de Oviedo, Castellanos y Herrera, repitiendo la afirmación de que Juan de León había matado a Agüeybana durante una batalla final.

### Los historiadores de los siglosXIXyXX
En 1827, el historiador estadounidense Thomas Southey escribió sobre el tema en la Historia Cronológica de las Indias Occidentales, siendo el primero en señalar que Gil había acorralado a Agüeybana II en Guadalupe.[91]. Tras el renacimiento del interés local y la accesibilidad de las fuentes históricas, el día 19 se presentaron varias obras nuevas que discutían la historia temprana de Puerto Rico, comenzando por la «Biblioteca Histórica de Puerto Rico» de 1854. 92] Autores como José Julián Acosta, Salvador Brau, Agustín Stahl, José María Nazario y Cancel, Cayetano Coll y Toste y Luis Llorens Torres publicaron sus propios relatos de eventos precoloniales mientras estaban inmersos en una fuerte censura del gobierno colonial. Brau en particular, hizo caso omiso tanto del impacto del conflicto como de la reputada valentía de los taínos, señalando su creencia de que eran "indignos de la inmortalidad histórica" y argumentó que las órdenes posteriores de contraatacar a los caciques se debían a un retraso en la comunicación porque Agüeybana II ya estaba muerto.[93]. 94] Brau también argumentó que el cacique conocido como "Alonso" por los españoles había muerto en 1511, a pesar de que el jefe fue nombrado en comunicados españoles posteriores.[8]. Sin embargo, esto también llevó a la creación de una narración que mezclaba a todos los autores anteriores en una narración derivada, que perpetuaba las afirmaciones en torno a la muerte de Agüeybana II y la resolución del conflicto para los futuros historiadores.[95].
Una escuela paralela dirigida por historiadores de origen español optó en cambio por disminuir el papel de los taínos en Puerto Rico, al tiempo que enalteció a Ponce de León, haciendo escasas menciones de Agüeybana, calificándolos erróneamente de dóciles y dando en cambio más prominencia a los caribes en su narrativa, afirmando también que el ejército beligerante estaba compuesto en su mayoría por ellos. Después de la Guerra hispano-estadounidense, la narración de Brau de los eventos ganó fuerza en el nuevo gobierno colonial debido a su promoción como "Historiador Oficial de Puerto Rico" por el gobernador designado Hunt. Esto a su vez llevó a la supuesta muerte temprana de Agüeybana II y la supuesta naturaleza dócil de los taínos que se reimprimió en la versión inglesa de la historia de Puerto Rico de H.A. Van Middleldyk.[97]. Paul Miller, que escribió un libro similar años después, afirmó en cambio que Agüeybana II estaba "cegado de rabia" y que fue fácilmente derribado en un ataque temerario.[98].
A pesar de tener más acceso a las fuentes, los historiadores de mediados del siglo XX continuaron la proliferación de una narrativa centrada en España,[99], en parte debido a las próximas «celebraciones del quinto siglo», pero también probablemente debido a una postura reaccionaria y conservadora adoptada por el gobierno debido a las revueltas del Partido Nacionalista de Puerto Rico de la década de 1950, lo que llevó a rebajar la categoría de cualquier narrativa que pudiera incitar a la insurrección. En su lugar, se promovió el enfoque pacifista de Agüeybana I, mientras que el papel de Agüeybana II se redujo al de un líder que murió a principios de la campaña y le costó la guerra al taíno. En esta narración, previamente publicada por Salvador Brau, los otros taínos eran descritos como "cobardes como los aztecas que fueron asesinados por Cortés en Otumba", y como rendidos tan pronto como su líder caía.[100]. Asimismo, se le dio prominencia a los caribes y se utilizó el mito de que eran caníbales para crear una dicotomía.[101].
Este patrón trascendió la ideología política de los historiadores involucrados durante este tiempo.[102]. El Instituto de Cultura Puertorriqueña (ICP) fue una de las instituciones que adoptaron la narrativa inspirada por el Brau y ayudó a dispersarla en su trabajo. Durante las décadas de 1950 y 1960, Salvador Tío surgió como una figura disidente y argumentó la importancia de las referencias hechas a Agüeybana II en documentos españoles fechados después de 1511.[2]. Durante este tiempo, Veicente Murga también trajo una serie de documentos de España, en los cuales se reveló el ataque a Caparra. Él, junto con Ricardo Alegría y Álvaro Huerga, supuso que el ataque fue realizado por las fuerzas caribeñas, pero los relatos de testigos oculares, una confesión taina y el testimonio de los implicados en la defensa de Caparra, como Francisco Juancho, culpan a los caciques beligerantes. Hacia el final del siglo, Francisco Moscoso publicó «La Conquista Española y la Gran Rebelión de los Taínos» después de analizar varios documentos en el Centro de Investigaciones Históricas de la Universidad de Puerto Rico, marcando otro punto de partida de la narrativa común.[103]

## Repercusiones y legado

### Redistribución política
En 1514, Ponce de León delineó la división política que reconocería, la cual separó la isla principal de Puerto Rico en dos e ignoró la autoridad de los caciques, asignando el Cayabo a la jurisdicción de San Germán. Las tierras que antes pertenecían a Agüeybana fueron reasignadas a la clase alta española de esa villa. Durante algún tiempo después de estos eventos, el Cayabo conservó su nombre, el cual fue usado en conjunto con el de Agüeybana. Se redujo sistemáticamente y con el tiempo, sólo un barrio de Ponce conservaría el nombre. El Cayabo fue posteriormente transferido a Juana Díaz. La duración y los riesgos a los que se enfrentaron los españoles durante esta guerra fueron notados por veteranos como Martín Hernández de Caparra. Otros, como el contador Antonio Sedeño, discutieron cómo la destrucción de los conucos de Otoa jugó un papel clave en la limitación de los recursos de los caciques beligerantes y en la disminución de su organización.
La interacción violenta entre los españoles y los taínos continuó, con mujeres nativas que optaron por suicidarse antes de dar a luz a los hijos de los violadores y se registraron casos de suicidios masivos en grupos cercanos. Según los españoles, Agüeybana II supuestamente se ganó una reputación heroica entre los taínos como el "gobernante asesino cristiano".  El exilio continuó, a pesar de las incursiones de esclavos en las Antillas Menores. Los que se asentaron en Guadalupe y llevaron a cabo nuevos ataques contra los españoles pasaron a ser clasificados como "caribes". Los taínos que trabajaron para los españoles en la Isla de Mona se involucraron más tarde en la ayuda a los contrabandistas franceses, lo que costó a los conquistadores pérdidas económicas en la región.
Con el descubrimiento de nuevas minas en 1516, un gran número de españoles se trasladaron a los Daguao, donde también capturaron a algunos de los taínos restantes y escaparon de los esclavos africanos. En 1519, se envió un Juez de la Comisión para certificar las identidades étnicas de los nativos que habían sido vendidos como esclavos bajo la clasificación de "caribes", dada la ambigüedad en la que habían sido reunidos y mezclados entre sí. Después de que Bartolomé de las Casas declinara, el cargo fue otorgado a Rodrigo de Figueroa. En 1992, Irvin Rouse retomó el tema y reclasificó a los habitantes precoloniales de Santa Cruz como taínos orientales, señalando que culturalmente formaban parte del círculo puertorriqueño.
Entre 1529 y 1530, la población local, tanto española como taina, fue fuertemente impactada por el paso de al menos tres huracanes. Esto, combinado con una plaga anterior que los nativos no estaban preparados para superar, disminuyó su papel en el pesado trabajo de la colonización, que ahora progresaba hacia las plantaciones y se alejaba de la minería, a favor de más esclavos africanos. Durante la década de 1540, la captura de nativos de cualquier localidad fue prohibida por las Leyes Nuevas.

### Impacto sociocultural y conmemoraciones
Durante el siglo XIX se llevó a cabo una campaña para disminuir el impacto de la figura de Agüeybana II en las fuentes oficiales.[111]. Surgió una contracultura entre la literatura independentista, que identificaba a la población rural como hijos de Agüeybana El Bravo y la instaba a divertirse como él lo hacía. Un ejemplo fundamental de esto fue la obra de Daniel Rivera de 1854 Agüeybana, el bravo, el primer ejemplo de un poema independentista registrado localmente, que convirtió al cacique en el primer símbolo del Movimiento independentista de Puerto Rico. Esta tendencia continuó durante el siglo XX, con Luis Llorens Torres y Juan Antonio Corretjer continuando con el énfasis en el papel del cacique en su trabajo como parte de un intento de llevarlo a la conciencia colectiva. Sin embargo, este interés también llevó a la mitificación de la figura como un hecho, con relatos ficticios de su relación con su hermana o sus motivaciones para atacar a los españoles, que se difundieron ampliamente a través de la obra de los autores Alejandro Tapia y Cayetano Coll y Toste. La adopción acrítica de estas fábulas llevó a que esta percepción se generalizara en el trabajo de los historiadores que entraban en el siglo XX.
De los involucrados en la batalla, las autoridades locales hicieron esfuerzos para reconocer el quinto centenario del nacimiento de Ponce de León en 1974. En 2011, el CIP organizó un simposio para discutir el quinto centenario del conflicto, donde los académicos expusieron sus diversas perspectivas de los acontecimientos. La «Sociedad Numismática de Puerto Rico» acuñó una medalla conmemorativa del evento, ilustrando a un cacique y a varios nativos en combate que se basó en la narración de Ricardo Alegría. Varios de los taínos involucrados fueron homenajeados en monumentos, incluyendo a Agüeybana II que tiene una estatua en su honor en Ponce.